# Megaselia flavipes
Megaselia flavipes är en tvåvingeart som beskrevs av Borgmeier 1962. Megaselia flavipes ingår i släktet Megaselia och familjen puckelflugor. Inga underarter finns listade i Catalogue of Life.